# Рауан (округ, Кентукки)
Ра́уан (англ. Rowan County) — округ в штате Кентукки, США. Официально образован в 1856 году. По состоянию на 2010 год, численность населения составляла 23 333 человека.

## География
По данным Бюро переписи США, общая площадь округа равняется 741,388 км2, из которых 727,325 км2 суша и 14,064 км2 или 1,900 % это водоёмы.

## Население
По данным переписи населения 2010 года в округе проживает 23 333 жителей в составе 7 956 домашних хозяйств. Плотность населения составляет 32,20 человек на км2. На территории округа насчитывается 10 102 жилых строений, при плотности застройки около 13,00-ти строений на км2. Расовый состав населения: белые — 96,10 %, афроамериканцы — 1,50 %, коренные американцы (индейцы) — 0,10 %, азиаты — 0,80 %, гавайцы — 0,00 %, представители других рас — 1,00 %, представители двух или более рас — 0,00 %. Испаноязычные составляли 1,30 % населения независимо от расы.
В составе 19,60 % из общего числа домашних хозяйств проживают дети в возрасте до 18 лет, 52,40 % домашних хозяйств представляют собой супружеские пары проживающие вместе, 10,20 % домашних хозяйств представляют собой одиноких женщин без супруга, 34,20 % домашних хозяйств не имеют отношения к семьям, 27,00 % домашних хозяйств состоят из одного человека, 9,20 % домашних хозяйств состоят из престарелых (65 лет и старше), проживающих в одиночестве. Средний размер домашнего хозяйства составляет 2,39 человека, и средний размер семьи 2,91 человека.
Возрастной состав округа: 20,30 % моложе 18 лет, 23,50 % от 18 до 24, 25,90 % от 25 до 44, 20,00 % от 45 до 64 и 20,00 % от 65 и старше. Средний возраст жителя округа 30 лет. На каждые 100 женщин приходится 94,60 мужчин. На каждые 100 женщин старше 18 лет приходится 93,10 мужчин.
Средний доход на домохозяйство в округе составлял 33 081 USD. Среднестатистический заработок мужчины был 26 777 USD против 20 104 USD для женщины. Доход на душу населения составлял 13 888 USD. Около 15,90 % семей и 21,30 % общего населения находились ниже черты бедности, в том числе — 20,80 % молодежи (тех, кому ещё не исполнилось 18 лет) и 16,20 % тех, кому было уже больше 65 лет.